# Philippa Pearce
Philippa Pearce (* 23. Januar 1920 als Ann Philippa Pearce in Great Shelford, Cambridgeshire, England; † 21. Dezember 2006 in Durham) war eine englische Kinderbuchautorin. Für ihre Bücher wurde sie in England mehrfach ausgezeichnet.

## Leben
Philippa Pearce wurde, als jüngstes von vier Kindern, am 23. Januar 1920 in Great Shelford geboren, einem kleinen Dorf bei Cambridge, wo sie auch aufwuchs. Die Erfahrungen ihrer Kindheit, die Ruhe auf dem Dorf und die Nähe zu Tieren, waren oft Inhalt ihrer Bücher und inspirierten sie sehr stark. Ihr Vater war Müller und Kornhändler, ergo wohnten sie auch am dortigen Fluss, welcher ganz speziell in ihrem ersten Buch Minnow on the Say (1955) vorkommt. Darin beschreibt sie Erlebnisse aus ihrer Kindheit, zum Beispiel eine Kanufahrt auf diesem Fluss. Pearce wurde wegen einer Krankheit erst mit acht Jahren in die Perse School in Cambridge eingeschult. Anschließend besuchte sie mit einem Stipendium das Girton College, um Englische Literatur und Geschichte zu studieren. Nach ihrem Abschluss arbeitete sie als Redakteurin bei der BBC und der Oxford University Press in London. Im Jahr 1963 heiratete sie Martin Christie, einen ehemaligen Kriegsgefangenen der Japaner, von Beruf Obstfarmer, mit dem sie eine Tochter hatte. Zwei Jahre später, kurz nach der Geburt ihrer Tochter Sally Christie, starb ihr Ehemann an den Spätfolgen seiner Gefangenschaft.

## Karriere
Ihren Abschluss erreichte sie während des Krieges. Sie arbeitete beim Ministry of Information und anschließend bei der BBC. Kurz nach Ende des Zweiten Weltkrieges schrieb sie Skripte für das Radio, wodurch sie den strukturellen Aufbau von Geschichten erlernte. Ihren ersten Roman veröffentlichte sie 1955. Sie schrieb ihn, als sie im Krankenhaus lag und sich von einer schweren Tuberkulose erholte. Vom ersten Verlag abgelehnt, gab sie nicht auf, bis ihr Roman von der Oxford University Press angenommen wurde. Ende der 1950er-Jahre verkaufte ihr Vater das Haus, in dem sie geboren war. Ihr Bestseller Tom’s Midnight Garden handelt von ihren Gedanken und Erinnerungen, die sie an dieses Haus hatte und den Geschichten, welche ihr Vater und ihr Großvater früher erzählt hatten. 1958 verließ sie die BBC, um bei der Clarendon Press als Autorin zu arbeiten. 1960 wechselte sie zu Andre Deutsch, um wieder fürs Radio zu schreiben und zu produzieren. Nach dem Tod ihres Mannes setzte sie ihre freiberufliche Karriere in London fort, bis sie 1973 zusammen mit ihrer Tochter wieder in ihr Heimatdorf Great Shelford zurückkehrte, allerdings nicht in ihr ehemaliges Haus. In den Folgejahren schrieb sie weiterhin Bücher, konzentrierte sich jedoch auf Kurzgeschichten. 1978 gewann sie den Whitbread Book Award für ihr Buch The Battle of Bubble and Squeak. Viele ihrer Bücher handeln von Tieren. Sie sind insbesondere für ihre Tochter geschrieben, welche eine große Tierliebhaberin ist. Ihr letztes Buch, welches sie 2004 veröffentlichte, war The Little Gentleman.

## Tod
Als sie bei Seven Stories, dem Zentrum für Kinderbücher in Newcastle upon Tyne in England, zu Besuch war, wo gerade eine Ausstellung über sie durchgeführt wurde, erlitt sie einen Schlaganfall, welchem sie am 21. Dezember 2006 erlag. Sie hinterlässt ihre Tochter Sally Christie, welche ebenfalls eine erfolgreiche Kinderbuchautorin ist.

## Auszeichnungen
- Carnegie Medal 1959 für Tom’s Midnight Garden, illustriert von Susan Einzig
- Whitbread Book Award 1978 für The Battle of Bubble & Squeak
- Runner up for the Carnegie Medal 1983 für The Way to Sattin Shore

## Bibliographie
Bücher:
- Minnow on the Say (1955)
- Tom’s Midnight Garden (1958)
- Still Jim and Silent Jim (1959)
- From Inside Scotland Yard (1965)
- The Children of the House (1968)
- The Squirrel Wife (1971)
- The Battle of Bubble and Squeak (1978)
- The Way to Sattin Shore (1983)
- Bubble and Squeak (1988)
- Freddy (1988)
- Old Belle's Summer Holiday (1989)
- In the Middle of the Night (1991)
- At the River-gates (1996)
- The Pedlar of Swaffham (2001)
- The Ghost in Annie's Room (2001)
- The Little Gentleman (2004)

Geschichtensammlungen:
- The Elm Street Lot (1969)
- What the Neighbors Did: And Other Stories (1972)
- Lion at School: And Other Stories (1973)
- The Shadow-Cage: And Other Tales of the Supernatural (1977)
- Who's Afraid?: And Other Strange Stories (1986)
- The Rope and Other Stories (2000)
- Familiar and Haunting: Collected Stories (2002)

Bilderbücher:
- Mrs. Cockle's cat (1961)
- A Dog So Small (1962)
- Emily's Own Elephant (1987)
- The Tooth Ball (1989)
- Here Comes Tod! (1993)
- Beauty and the Beast (1996)
- Little White Hen (1996)
- Amy's Three Best Things (2003)

Geschichtensammlungen mit Beteiligung von Philippa Pearce:
- Horror Stories (1988)
- Great Ghost Stories (1998)

Kurzgeschichten:
- The Dog Got Them (1977)
- Samantha and the Ghost (1981)